# Gordonius rhinocerillus
Gordonius rhinocerillus är en skalbaggsart som beskrevs av Skelley, Dellacasa och Dellacasa 2009. Gordonius rhinocerillus ingår i släktet Gordonius och familjen Aphodiidae. Inga underarter finns listade i Catalogue of Life.